# Gstaad

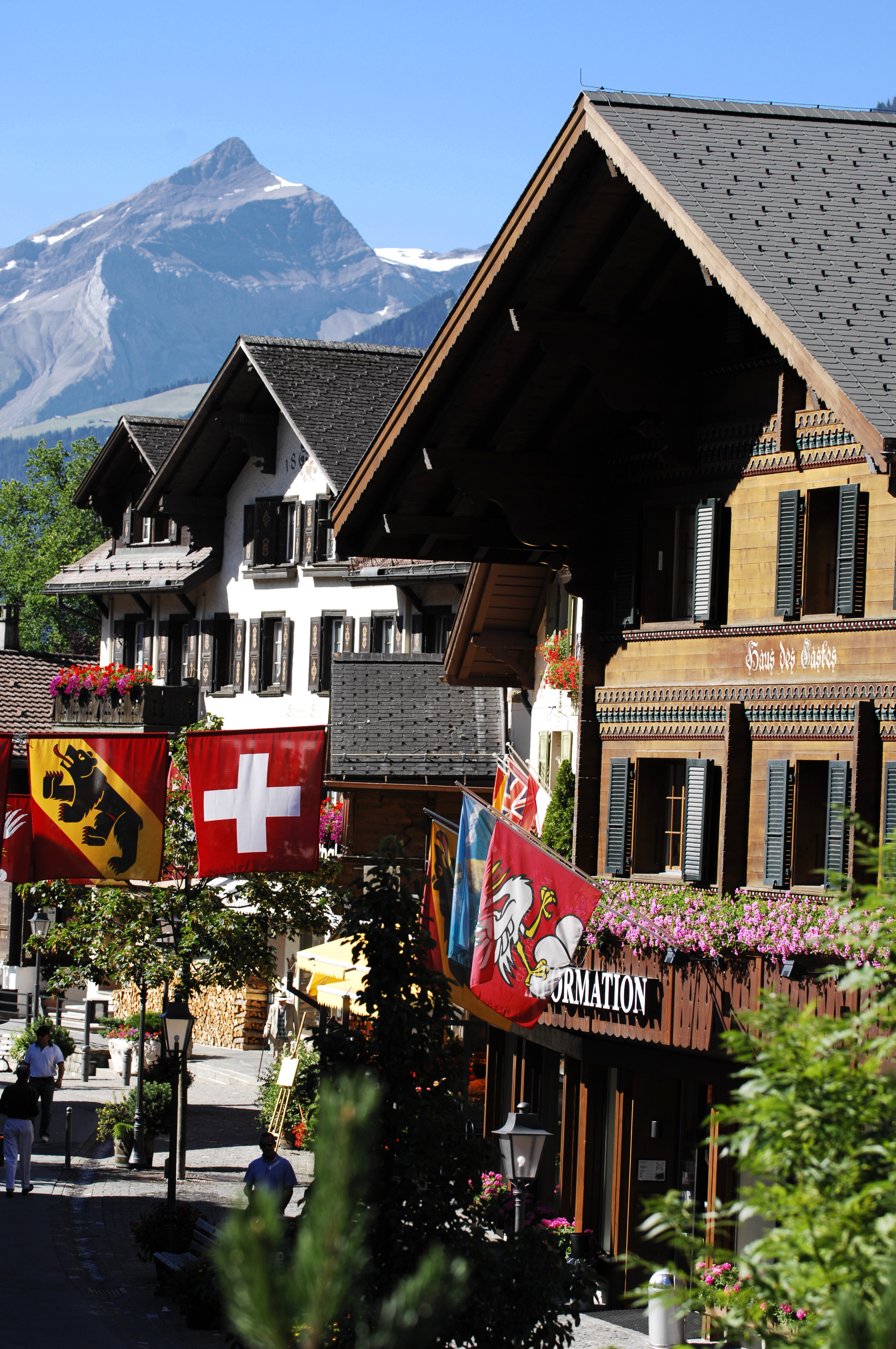
Promenade van Gstaad.

Gstaad is een dorp in het Berner Oberland in Zwitserland. Het ligt op een hoogte van 1050 m en behoort tot de gemeente Saanen. Gstaad staat bekend als een van de meest exclusieve wintersportplaatsen ter wereld, en trekt wereldwijd beroemde artiesten en leden van koningshuizen aan.
De dorpskern is sinds 1997 een autovrije zone. Alle huizen zijn in chaletstijl gebouwd, wat een bijzondere charme verleent aan het geheel. In Gstaad zelf bevinden zich de skigebieden Wispile, Eggli en Wasserngrat en iets verder zijn de skigebieden van Les Diablerets, Gsteig, Lauenen, Zweisimmen, Saanenmöser, Schönried en Rougemont. Aan de promenade bevinden zich vele exclusieve winkels, restaurants en hotels, waarin talrijke prominenten hun vakantie doorbrengen.
In Gstaad vinden een aantal regelmatig terugkerende evenementen plaats. Zo is er een tennistoernooi, het ATP-toernooi van Gstaad, het wereldkampioenschap beachvolleybal, een polotoernooi, Cartier Polo Silver Cup en het "Yehudi Menuhin-festival".
Er zitten twee kostscholen bij Gstaad. Het Le Rosey instituut dat zowel basis- als middelbaar onderwijs aanbiedt en de John F. Kennedy School die net naast Gstaad, in Saanen ligt en basisonderwijs aanbiedt. Beide zijn privéscholen.

## Beroemde bezoekers van Gstaad
Koningshuizen
- Koning Charles (Groot-Brittannië)
- Prinses Diana (Groot-Brittannië)
- Koning Juan Carlos (Spanje)
- Prinses Sofia (Spanje)
- Prins Reinier (Monaco)
- Groothertogin van Luxemburg (Luxemburg)

Internationale politiek
- Kofi Annan (Verenigde Naties)
- Margaret Thatcher (oud-minister-president van Groot-Brittannië)

Muziekwereld
- Michael Jackson
- Yehudi Menuhin
- Robbie Williams
- Paul McCartney met zijn toenmalige vrouw Linda McCartney
- Madonna
- Shania Twain

Filmwereld en overige
- Roger Moore
- Julie Andrews
- Elizabeth Taylor
- Roman Polański
- Gunter Sachs
- Sean Connery
- Valentino
- Bernie Ecclestone